# 瓜爾內
瓜爾內是哥倫比亞的城鎮，位於該國西北部，由安蒂奧基亞省負責管轄，距離首府麥德林24公里，始建於1757年，面積151平方公里，海拔高度2,150米，2005年人口39,753。
6°16′48.04″N 75°26′33.84″W / 6.2800111°N 75.4427333°W